# Doug Downey
Pour les articles homonymes, voir Downey.
Doug Downey, né le 2 février 1970, est un homme politique provincial canadien de l'Ontario. Il est député provincial progressiste-conservateur de la circonscription ontarienne de Barrie—Springwater—Oro-Medonte depuis 2018.

## Biographie
Élevé à Bond Head en Ontario, Downey gradue en sciences politiques à l'université Wilfrid-Laurier, d'une maîtrise spécialisée en administration de la justice de l'université Brock, en droit de l'université Dalhousie et d'une maîtrise en lois municipales de la Osgoode Hall Law School.
Downey pratique le droit et est spécialiste certifié en vente immobilière près d'Orillia et sert pendant deux mandats au conseil municipal de cette ville. En 2007, il est président du comité indépendant pour la future voie navigable Trent-Severn,,.

## Droit
Nommé au Barreau de l'Ontario en février 1999, il sert comme secrétaire de l'organisme (2009-2010) et trésorier (2010-2014). Il travaille aussi comme président des communications de l'Association du Barreau canadien (2013-2015).
Siégeant sur plusieurs comités du barreau and was active as a mentor and sat on several committees., il s'implique également auprès du ministère des Services gouvernementaux et aux consommateurs dont sur le comité sur la régulation des inspecteurs immobiliers (2013), le comité provincial sur la réforme de la loi sur les entreprises (2015) et au Conseil consultatif du droit des affaires (2016).
Il enseigne également le droit à l'université Laurentienne et au Georgian College (en) de 2005 à 2009.

## Politique
Élu en 2018, il devient assistant parlementaire du ministre des Finances Vic Fedeli peu après l'élection. En juin 2019, il entre au cabinet à titre de procureur général.
Il est réélu en 2022 et 2025.